# 電動くるくる大作戦
『電動くるくる大作戦』（でんどうくるくるだいさくせん）は、1992年10月6日から1993年3月23日まで読売テレビで放送されていた関西ローカルのバラエティ番組。ステレオ放送を実施。放送時間は毎週火曜 25:10 - 25:40 （水曜 1:10 - 1:40）。

## 概要
『怒涛のくるくるシアター』の後継番組で、毎回レギュラーメンバーのうちの1組が番組企画を持ち寄って会議し、その中から選んだ企画を実際に行っていた。そして、その模様を収録した映像を2週間後に放送していた（2本撮りのため）。収録は、新装オープンしたばかりのうめだ花月シアターで行われていた。
司会は、レギュラーメンバーが週替わりで担当するという方式だった。オープニングは、途中からメンバーが歌をメドレーで披露していき、最後にゲストが登場するという方式になった。
「10万円で競馬」の企画では、競馬ファンの蛍原徹が「ジャパンカップ」のレース予想に挑んで大穴に10万を賭けた結果負けてしまい、さらに罰ゲームで丸刈りにされた。このときの優勝馬は日本馬のトウカイテイオーで、レース後に蛍原が「テイオーが来たのなら、仕方ないよね…」と呟くシーンが放送された。また、「眼鏡をしないバッファロー吾郎は、サボテンを白く塗ればボールと間違うか？」という企画では、バッファロー吾郎の竹若元博がサボテンを投げつけられ、それをキャッチして手が血まみれになったことがある。

## 出演者
- 雨上がり決死隊（宮迫博之・蛍原徹）
- バッファロー吾郎（木村明浩・竹若元博）
- FUJIWARA（藤本敏史・原西孝幸）
- テンション（田口浩正、小浦一優）
- ベイブルース（河本栄得・高山知浩）

## スタッフ
- 構成：上田信彦、杉本つよし、桝野幸宏、尾浦加杜也
- 技術・SW：徳山嘉三（ウエルカム）
- CAM：石黒英三（ウエルカム）
- VE：四藤史郎（ウエルカム）
- MIX：後藤田利彦（ウエルカム）
- PA：アスト
- 照明：浜野眞治（ytv）、エル・アップ
- VTR編集：岳崎勉（ytv）
- MA：丸尾俊文（ytv）
- 音効：久保秀夫（戯音工房）
- CG：アールキー
- 美術：水谷博行（ytv）
- 小道具：すくらんぶる
- 衣裳：大槻衣裳
- メイク：officeサヨコ、てんはうす
- 電飾：新光企画
- 取材ディレクター：南山吉宏（キックオフ'80）
- ディレクター：藪亀かおり（ytv）
- プロデューサー：鍬治●義（ytv）、水本章（吉本興業）
- 制作協力：吉本興業
- 制作著作：よみうりテレビ

## テーマ曲
- MUD EBIS （電気グルーヴ）